# ジャバ・ブレグヴァゼ
ジャバ・ブレグヴァゼ（グルジア語: ჯაბა ბრეგვაძე、グルジア語ラテン翻字: Jaba Bregvadze、1987年4月23日 – ）は、ジョージアのラグビーユニオン選手。現在ラグビー・ヨーロッパ・スーパーカップ・ブラックライオンに所属する。

## プロフィール
- ジョージアトビリシ出身[1]。
- ポジションはフッカー(HO)。
- 身長 182cm、体重 105kg
- ジョージア代表キャップは67（2022年3月現在）で2011年、2015年、2019年のワールドカップに出場した。
- 趣味は家族と過ごすこととトレーニング[2]。

## 略歴
ヴィソル・コチェビ、スタッド・トゥールーザン、RCコチェビ・ボルニシ、ウスター・ウォリアーズ、クラスヌイ・ヤールクラスノヤルスクを経て、2017年12月にはサンウルブズの2018年スコッドに選ばれた。
2018年2月28日に行われたスーパーラグビーブランビーズ戦に途中出場でジョージア人として初のスーパーラグビー出場を果たした。
2021年、SUアジャンに加入。
2022年、クボタスピアーズ船橋・東京ベイに加入。同年4月17日に行われたJAPAN RUGBY LEAGUE ONE第13節グリーンロケッツ東葛戦にて先発出場でリーグワンでの公式戦初出場を果たした。同年9月、ブラックライオンに加入。